# Calycogonium floribundum
Calycogonium floribundum är en tvåhjärtbladig växtart som beskrevs av Attila L. Borhidi. Calycogonium floribundum ingår i släktet Calycogonium och familjen Melastomataceae. Inga underarter finns listade i Catalogue of Life.